# نوووسدلی (ناحیه برتسلاف)
نوووسدلی (به چکی: Novosedly) یک منطقهٔ مسکونی در جمهوری چک است که در ناحیه برتسلاو واقع شده‌است. نوووسدلی ۱٬۱۴۵ نفر جمعیت دارد.